# Weisbrunn (Eltmann)
Weisbrunn ist ein Gemeindeteil der Stadt Eltmann im unterfränkischen Landkreis Haßberge in Bayern.

## Lage
Das Kirchdorf Weisbrunn liegt etwa fünf Kilometer südöstlich des Hauptortes im Steigerwald. Westlich des Ortes verläuft die Staatsstraße 2274.

## Geschichte

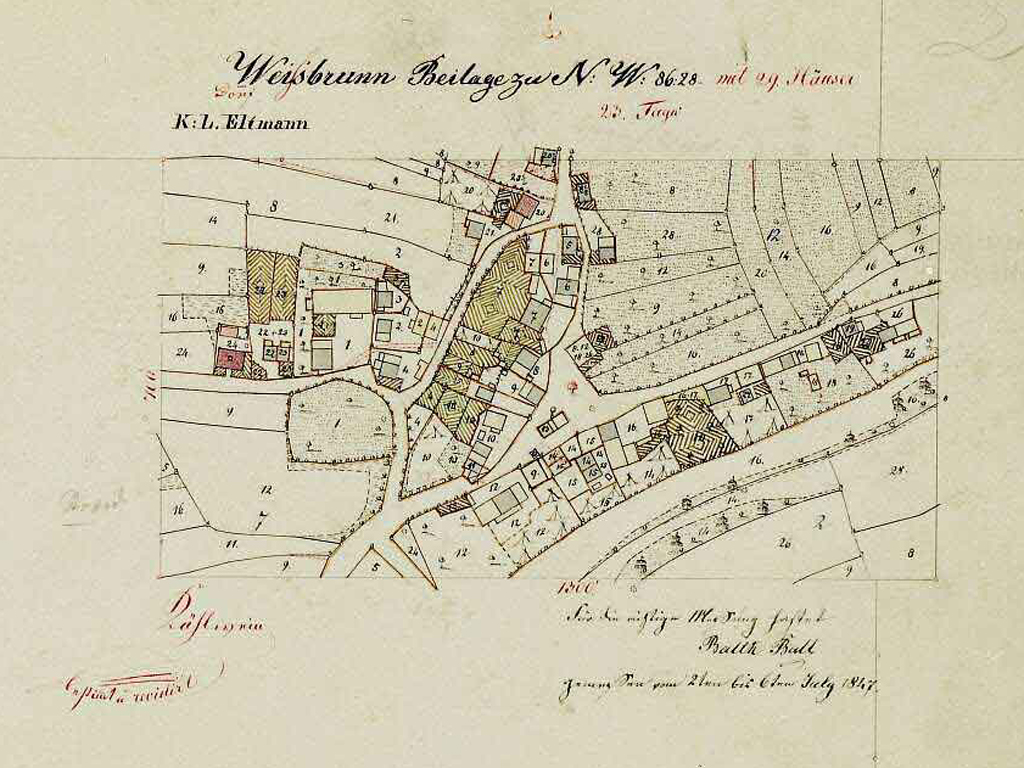
Historische Karte von Weisbrunn aus dem Jahr 1847

Der Ort wurde im Jahre 1303 erstmals urkundlich erwähnt. Früher wurde der Ort „Wizbrunne“ (Ort am weißen Brunnen) genannt. Danach folgte der Ortsname „Witzenbrunnen“, dann „Weisbrunne“. Umgangssprachlich verwendete Namen sind auch „Krackenhofen“ oder „Blackbird-City“, die humorvoll auf die am Ort häufig vorkommenden Krähen Bezug nehmen.
Weisbrunn war bis 1840 mit Dippach und Eschenbach ein Schulsprengel. Eine eigene Schule wurde danach gebaut. Die Kirche wurde 1877 erbaut und Johannes dem Täufer geweiht. Einen eigenen Friedhof hat das Dorf seit 1932. Die Mariengrotte von 1908 wurde 1953 zum Ehrenmal umgebaut.
Am 1. Juli 1971 wurde die Gemeinde im Zuge der Gebietsreform in Bayern in die Stadt Eltmann eingegliedert.

## Baudenkmäler
In der Liste der Baudenkmäler in Eltmann sind für Weisbrunn vier Baudenkmäler aufgeführt.

## Vereine
Im Dorf gibt es die Freiwillige Feuerwehr, einen Obst- und Gartenbauverein, der regelmäßig Freizeitveranstaltungen für Kinder (z. B. Osternestsuchen, Bastelkurse) und Erwachsene (Ausflüge, Frühlingsfeste) anbietet, den Faschingsclub Kracken Weisbrunn, einen Kindergartenverein, die Kerwas Bum sowie die Blaskapelle Musikverein Weisbrunn.

Impressionen
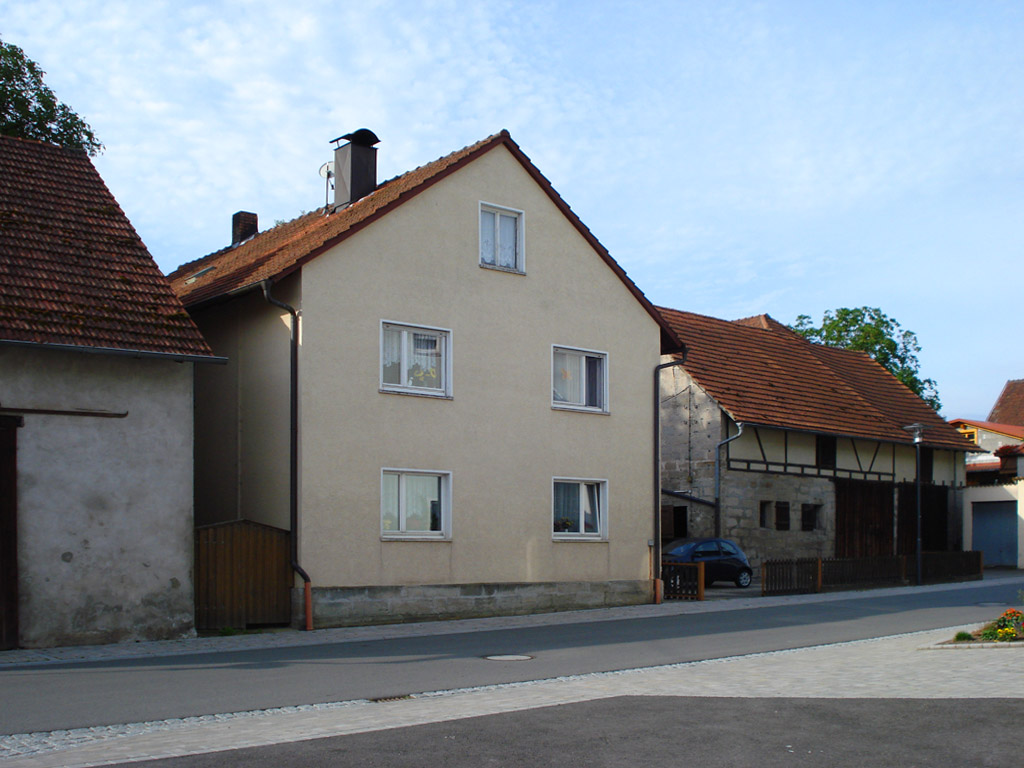
Die Dorfstraße
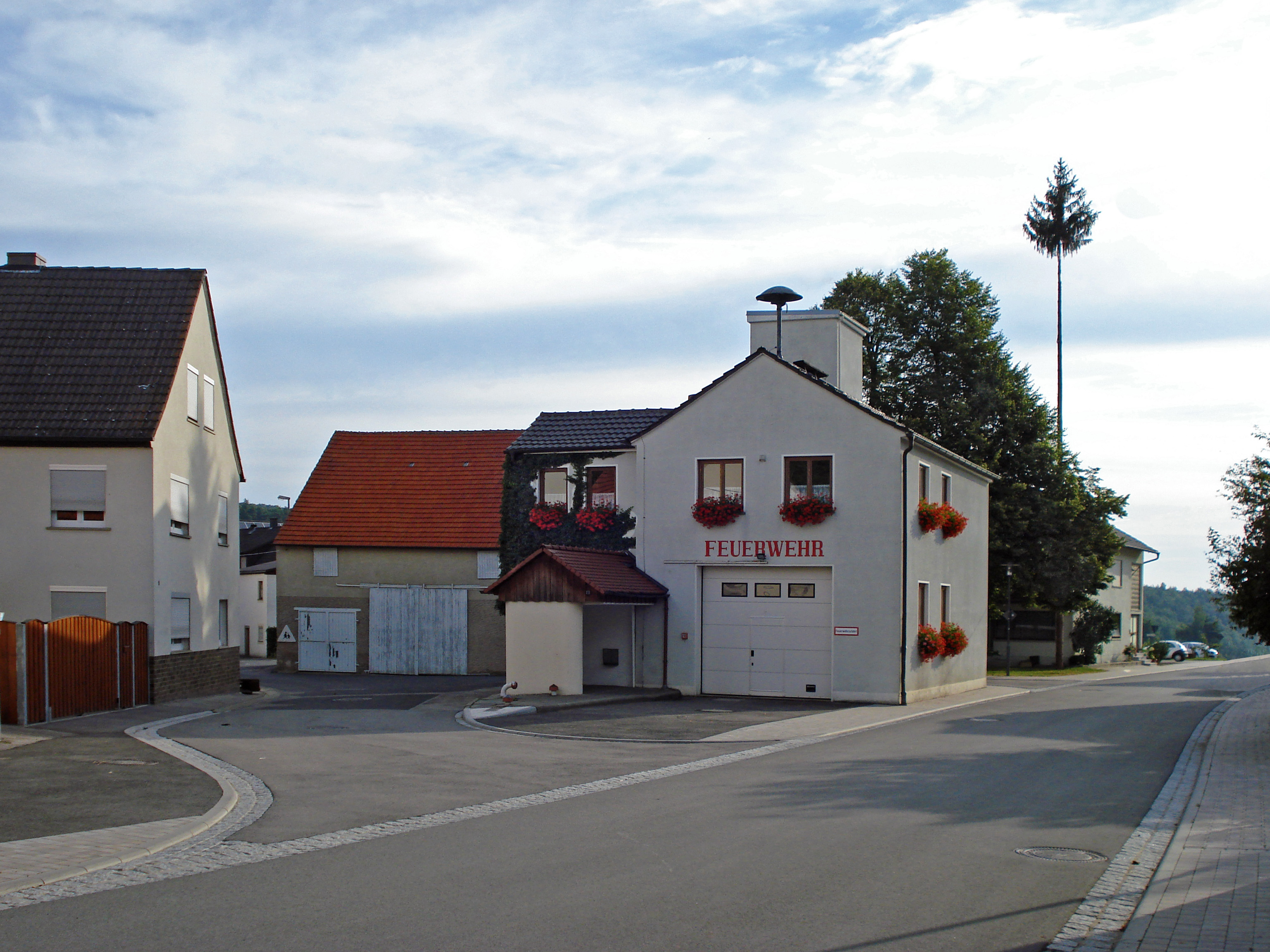
Das Feuerwehrhaus
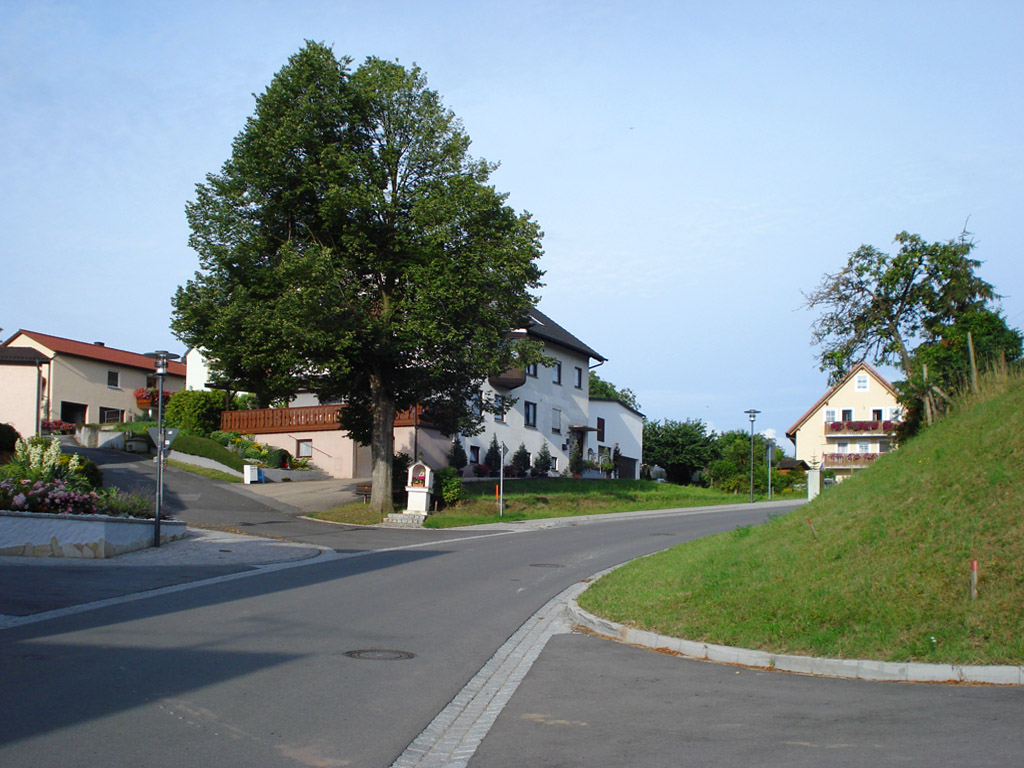
Der Ortsausgang Richtung Eltmann/Trossenfurt
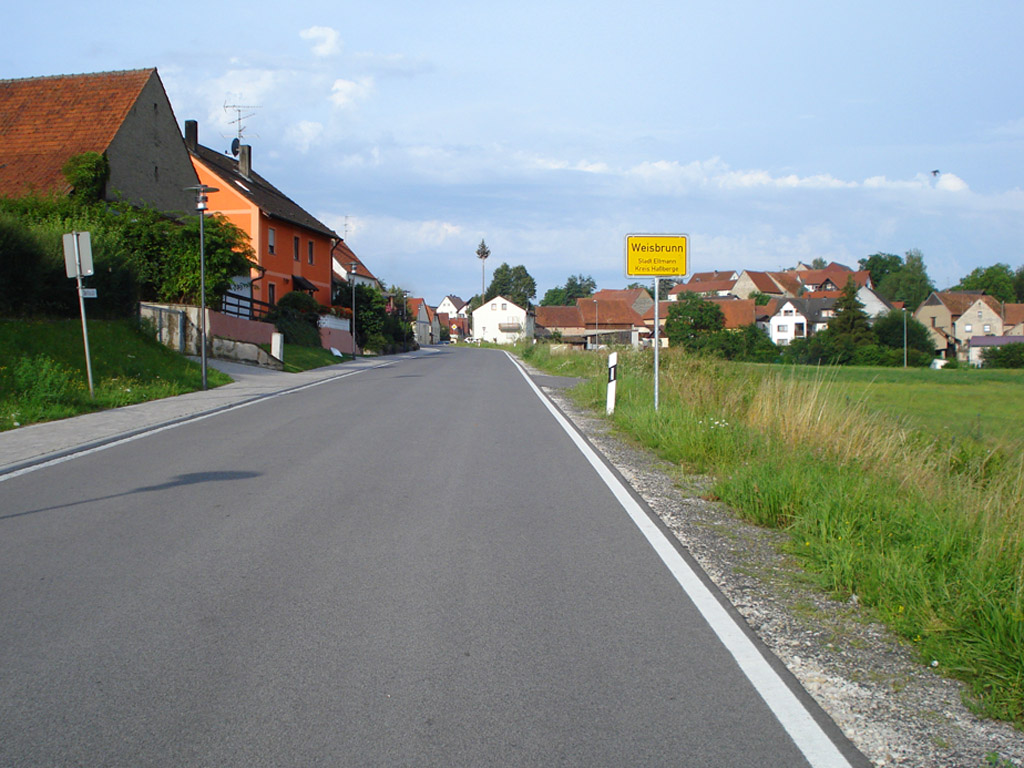
Der Ortseingang von Dippach kommend
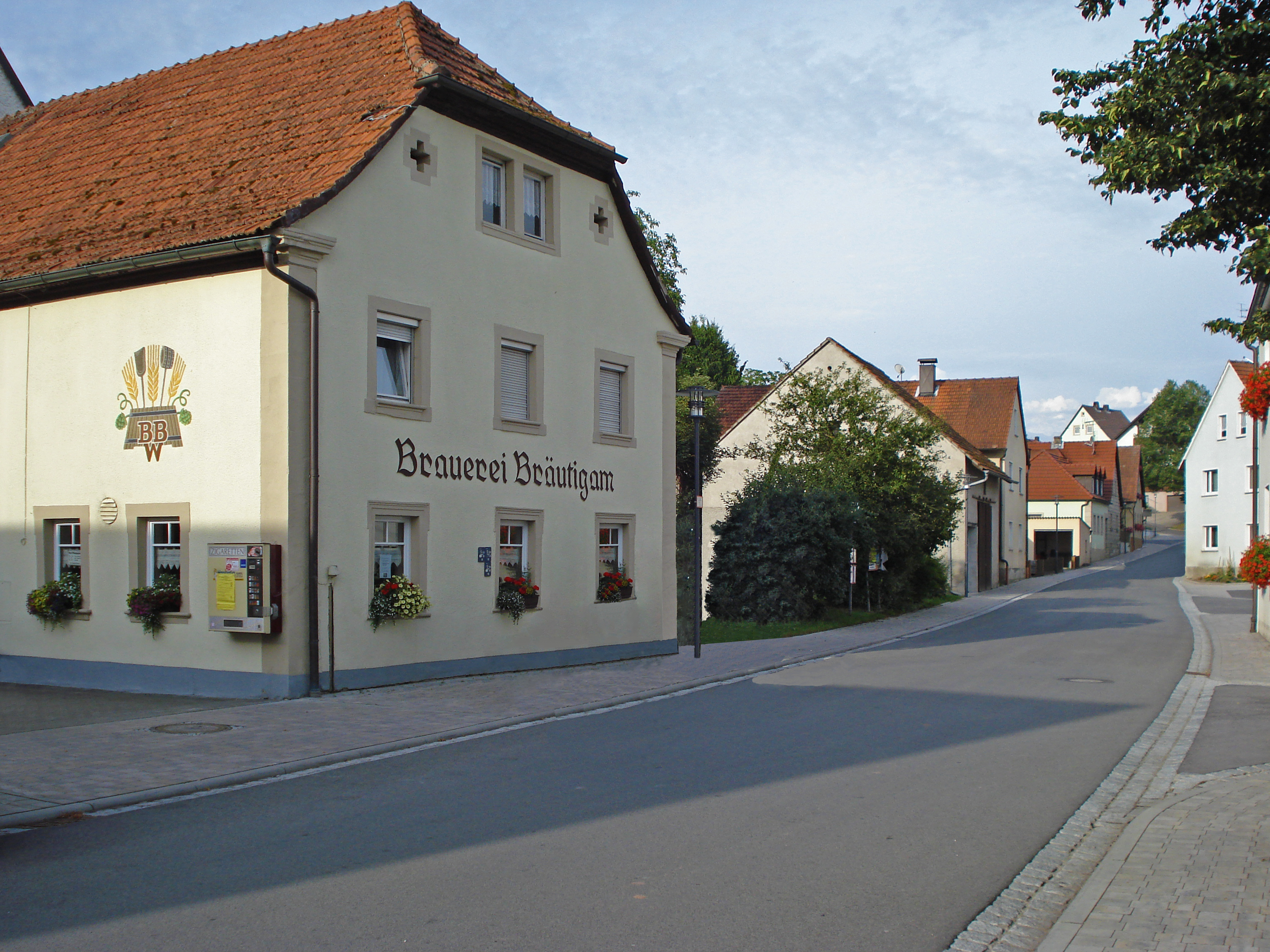
Ehemalige Brauerei in Weisbrunn (aufgelöst 2011)
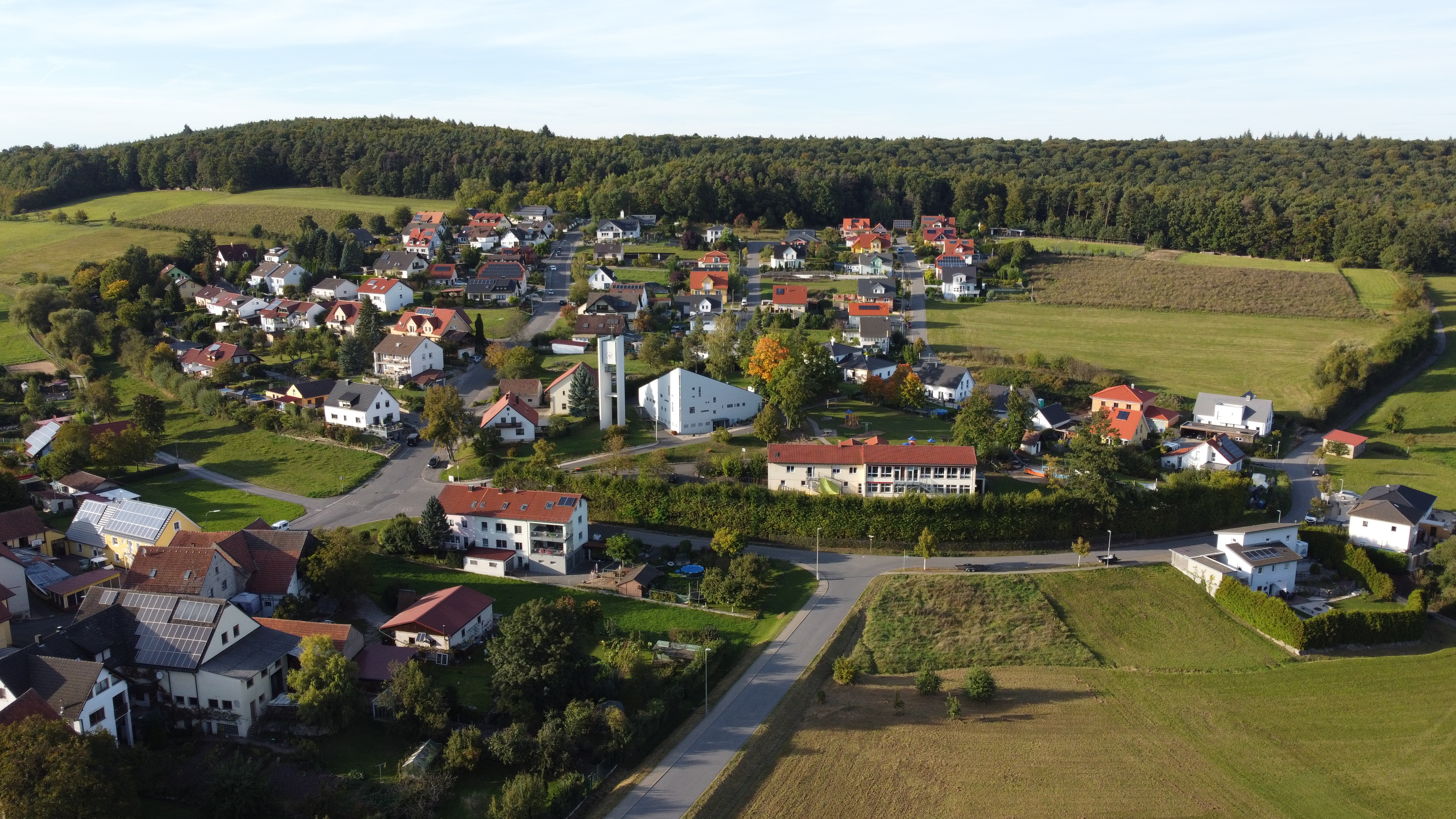
Blick auf Weisbrunn mit Kirche